# Veltlínské červené rané

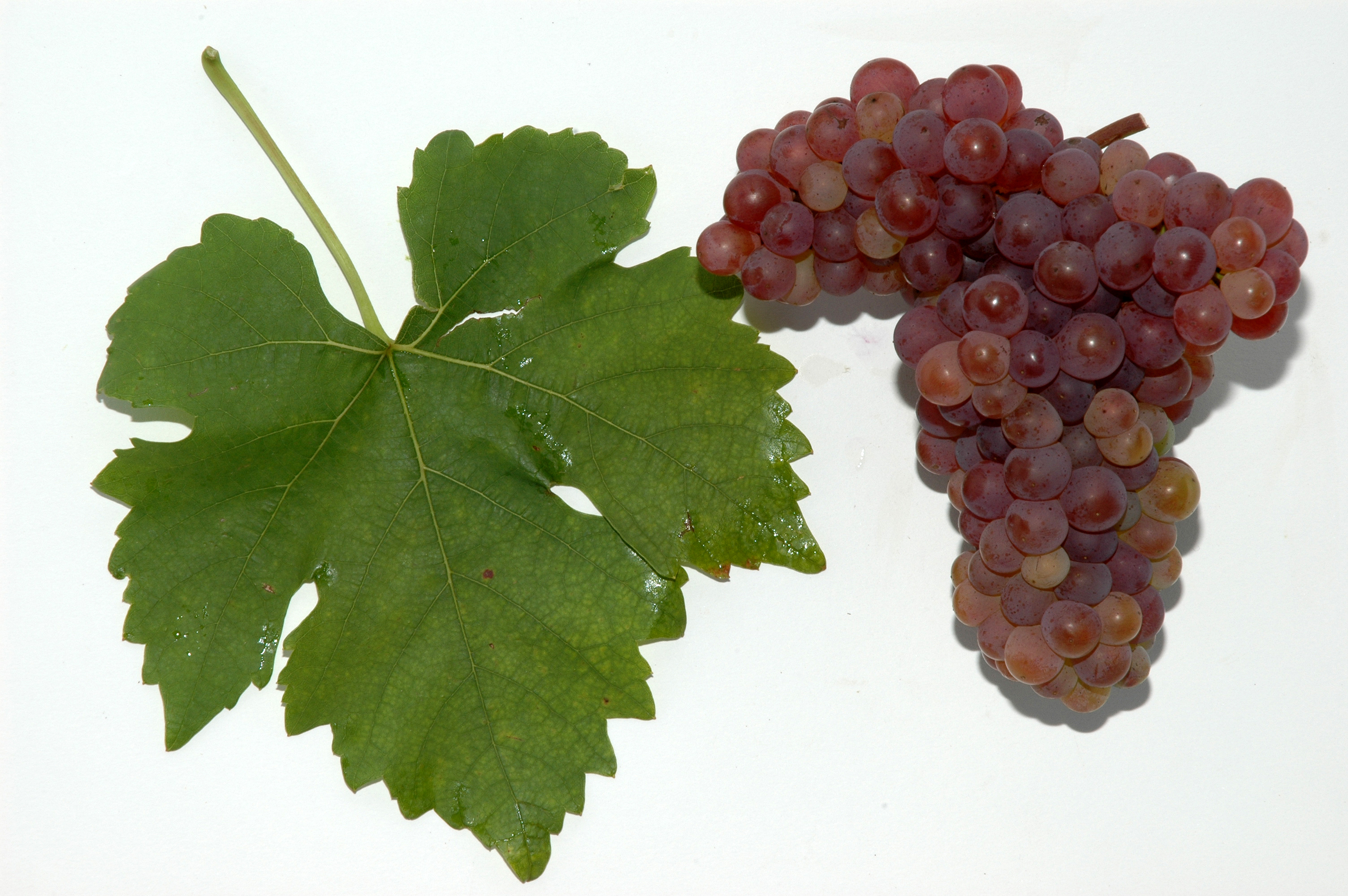
červené víno

Veltlínské červené rané (zkratka VČR, lidový název Večerka, název dle VIVC Veltliner Frührot) je stará odrůda révy vinné (Vitis vinifera), určená k výrobě bílých vín. Autochtonní odrůda pochází pravděpodobně z Dolního Rakouska, z vinařského regionu Thermenregion, kde je dnes pěstována zejména v okolí města Gumpoldskirchen. Vznikla samovolným křížením odrůd Sylvánské zelené a Veltlínské červené.

## Popis
Réva vinná (Vitis vinifera) odrůda Veltlínské červené rané je jednodomá dřevitá pnoucí liána, dorůstající v kultuře až několika metrů. Kmen tloušťky až několik centimetrů je pokryt světlou borkou, která se loupe v pruzích. Úponky révy jsou středně dlouhé až dlouhé, umožňují této rostlině pnout se po pevných předmětech. Růst je středně bujný až bujný, letorosty jsou silné, polovzpřímené. Včelka je zelená, výrazně bělavě ochlupená s jemně načervenalými okraji. Vrcholek letorostu je středně hustě až hustě bíle vlnatě ochmýřený, světle zelený s vínově červeným nádechem na okrajích, středně silně pigmentovaný antokyaniny. Internodia a nodia jsou zelenovínově červená, s hnědým odstínem, bez ochmýření, pupeny jsou silně pigmentované antokyaniny. mladé lístky jsou zelené s bronzovými skvrnami, středně silně pigmentované antokyaniny, slabě pavučinovitě ochmýřené. Jednoleté réví je poměrně tenké, tmavohnědé, někdy s fialovým nádechem, po délce čárkované, eliptického průřezu, někdy špatně vyzrává. Zimní pupeny jsou středně velké, zahrocené.
List je středně velký až velký, pětilaločnatý se středně hlubokými, výraznými, lyrovitými výkroji s oblým až plochým dnem, světle zelené barvy, na svrchní straně průměrně silně puchýřnatý, na spodní straně hladký, velmi jemně plstnatý. Řapíkový výkroj je lyrovitý s ostrým dnem až šípovitý, úzce otevřený až uzavřený s průsvitem, řapík je silný, kratší než medián listu, narůžovělý, stejně jako žilnatina listu v okolí napojení řapíku. Podzimní barva listů je žlutá.
Oboupohlavní pětičetné květy v hroznovitých květenstvích jsou žlutozelené, samosprašné. Plodem jsou malé až středně velké (13 × 12 mm, 1,34 g), vejčité až protáhle eliptické bobule, náchylné k hnilobě, které mají růžovou až světle fialovočervenou barvu, středně pevnou, průměrně voskovitě ojíněnou slupku a nezbarvenou, rozplývavou, šťavnatou dužinu sladké, mírně kořenité chuti a nízké acidity. Bobule jsou nejednotné velikosti a barvy, stopečka je krátká, obtížně oddělitelná. Semeno je kulovité až elipsoidní, středně velké, zobáček je krátký, tupý. Hrozen je středně velký až velký (120 mm, 110–160 g), kratší, kompaktní, velmi hustý, válcovitě-kuželovitý, s krátkou, průměrně lignifikovanou stopkou.

## Původ a rozšíření
Veltlínské červené rané je raná až středně pozdní, moštová a místy i stolní odrůda révy vinné (Vitis vinifera). Genetické studie ukazují, že se jedná, podobně jako u blízce příbuzné odrůdy Neuburské, o spontánní křížení odrůd Sylvánské zelené a Veltlínské červené, u odrůdy Neuburské však bylo mateřskou odrůdou Veltlínské červené. Podle některých starších zdrojů by měla odrůda pocházet ze severoitalského údolí Valtelina, ale v Itálii se prakticky nepěstuje a dnes se soudí, že zde má původ pouze název celé skupiny odrůd.
Za místo původu odrůdy je dnes označováno Dolní Rakousko, okolí města Gumpodskirchen. Zde, v oblasti Thermenregion, se skutečně pěstuje a je rozšířena v celém Dolním Rakousku pod názvy Frühroter Veltliner či Malvasier. V Rakousku byla roku 2007 pěstována na 424 hektarech, tedy asi na 1 % plochy vinic, mimo Thermenregion ještě na jihu oblasti Weinviertel a v regionech Kamptal a Kremstal. Hojná je zejména v okolí Wagramu.
Dále odrůdu najdeme na malých plochách na severu Itálie, v Německo (roku 2007 na 6 ha, region Rheinhessen, v Německu je poprvé zmíněna již roku 1521), ve Francii (roku 2008 na 4 ha, tvoří zde součást vín AOC Vin de Savoie), ve Švýcarsku, v Maďarsku (okolí Šoproně) a na Slovensku (tvoří zde 2 % plochy vinic, rozšířená je zejména v Nitrianské a Malokarpatské oblasti). Celosvětově nepřesahují plochy s touto odrůdou 1.000 hektarů.
Ve Státní odrůdové knize České republiky je odrůda zapsána od roku 1952, od tohoto roku je registrována i na Slovensku. V současnosti ji v ČR reprezentuje pět v roce 1985 vybraných a povolených klonů : PO-1/10, PO-3/15, PO-4/15, PO-4/30 a PO-2/24. V ČR je rozšířena hlavně na Moravě, v Mikulovské a Znojemské oblasti, v Dolních Dunajovicích, daří se jí na písčitých půdách na Bzenecku a na Strážnicku, kde tvoří jednu z hlavních odrůd. Roku 1999 tvořil v ČR podíl vinic s touto odrůdou 3,5 % a roku 2010 již pouze 1,3 % plochy veškerých vinic ČR, roku 2007 byla vysazena na 281 ha. V posledních letech se prakticky nově nevysazuje, a proto jsou vinice s touto odrůdou u nás nejstarší, roku 2010 v průměru 32 let.
Do našich regionů se VČR rozšířilo z Rakouska, kde jeho pěstování prosazoval někdejší ředitel známé vinařské školy v Klosterneuburgu u Vídně, významný rakouský šlechtitel August Wilhelm von Babo. Odrůdě se podle něho říkalo „Babovina“ nebo „Babotraube“. Vína (nejenom) z této odrůdy se k nám ovšem dovážela již ve středověku, ta z Itálie pod označením Malvasia a byla to pravděpodobně vína s vysokým zbytkem cukru. Jako památka po nich zůstalo rčení "sladké jako malvaz". Vína odrůdy Veltlínské červené rané ostatně chválili například i Martin Luther a Johann Wolfgang Goethe. Johann Bauhin mu říkal rhaetica podle starověkého kmene Rétů.

## Název
Název „Veltlínské“ je odvozen od názvu severoitalského alpského údolí Valtellina (francouzsky Valteline, německy Veltlin) v Lombardii, poblíž hranic se Švýcarskem. Podle některých hypotéz by odsud měla pocházet odrůda Veltlínské červené, která je jakýmsi „zakladatelem“ rodiny odrůd Veltlínské, ostatní odrůdy této rodiny jsou její mutace či kříženci této odrůdy.
Další, lokálně používaná synonyma odrůdy Veltlínské červené rané jsou : Babotraube, Babovina, Babův Hrozen, Červený cinyfál, Crvena Babovina, Eperizue, Eperpiros, Eperszölö, Feldinger, Früher Roter Malvasier (Portugalsko), F. R. Veltliner, Frührot, Frühroter Malvasier, F. Veltliner (Rakousko), Hartheunisch Rot, Hellroter Velteliner, Italienischer Malvasier, I. Rother Malvasier, Kalebstraube, Kis Veltelini, Korai piros veltelini, Mährer Roter, Malvasia, M. Nera Precoce, M. Rossa, Malvasie Rouge d'Italie, Malvasier, M. Frührot (Itálie), M. Italienisch, Malvazia, M. Krasnaja, M. Rozovaja, Malvazinka, Malvazija Krasna (Bulharsko), Malvazské Rané, Malvoisie de Lasseraz, M. du Chautagne, M. du Po, M. Rosé, M. Rouge (Itálie), Masový Hrozen, Morillon Rouge, M. R. d'Italie, Ostitalienischer Malvasier, Piros Malvazia, Printschtraube, Rani Crveni Veltlinac (Chorvatsko), Ranna Babovina, Rojal (Španělsko), R. Rose d'Italie, Rose d'Espagne, Roter Harteinisch, Rother Malvasier, R. Rampfler, R. Zierfahnler, R. Zierfandler, Skorý Červený Muskatel, Uva Rosa, Valteliner (Rouge) Précoce, Veltliner Frührot, V. Mahrer Roter, V. (Rouge) Precoce, Veltelini Korai Piros (Maďarsko), Veltlinac (Crveni) Rani, Velteliner Frührot (Francie), Veltliner Rosso Precoce (Itálie), Veltlínské červené skoré, Večerka.

## Příbuzné odrůdy
Odrůdy Veltlínské červené rané, lidově zvané „Večerka“, Veltlínské červené a Veltlínské červenobílé jsou nejen příbuzné, ale často i navzájem zaměňované odrůdy. Dále lze na vinicích objevit velmi vzácně ještě odrůdy Veltlínské hnědé a Veltlínské šedé, obě jsou pravděpodobně mutacemi odrůdy Veltlínské červené. Další, v katalogu VIVC uvedená odrůda Veltliner Weiss je patrně identická s odr. Veltlínské červenobílé.
Do rodiny těchto odrůd nepatří odrůda Veltlínské zelené, dříve považovaná za mutaci odrůdy Veltlínské červené, tato odrůda vznikla dle genetických výzkumů, publikovaných roku 2007, spontánním křížením odrůd Tramín a St. Georgen.
Odrůda Jubiläumsrebe, vyšlechtěná roku 1922 Fritzem Zweigeltem, je dle výsledků genové analýzy, provedené Ferdinandem Regnerem v rakouském Klosterneuburgu, křížencem odrůd Veltlínské červené rané × Portugal šedý. Šlechtitelem původně udávaný údaj, že jde o křížení odrůd Modrý Portugal a Frankovka byl tak podstatně pozměněn.

## Pěstování
Réví vyzrává pouze průměrně dobře. Odolnost proti zimním mrazům je průměrná, proti jarním mrazům dobrá. Velmi bujně roste, a proto jí vyhovují širší spony a vysoké vedení. Dobře se uplatňuje řez Sylvoz anebo srdcový řez (tvar) se zatížením 8–10 oček na m². V zahrádkách prospívá na stěnách nebo pergolách. Vhodné jsou podnože T 5C, SO-4, 125 AA, Cr 2, zásadně nevyhovuje K 5BB. Pro hlinitopísčité půdy se osvědčila podnož Schwarzmann. Výnos je střední, 7–12 t/ha při cukernatosti (15) 18–20 °NM a aciditě 7–9 (10) g/1.

### Fenologie
Raší a kvete středně pozdně, raší ve 3. dekádě dubna, kvete v polovině června, květy neopadávají. Zaměkat začíná v polovině srpna, období sklizně většinou začíná od první poloviny září a pokračuje do konce září.

### Choroby a škůdci
Je napadána plísní révovou (Plasmopara viticola), méně padlím révovým (Uncinula necator). Za vlhkého počasí husté hrozny rychle infikuje plíseň šedá (Botrytis cinerea). Netrpí černou skvrnitostí (Phomopsis viticola). Hrozny jsou vyhledávány vosami, včelami a ptáky.

### Poloha a půdy
Na polohu a půdu je odrůda nenáročná, i když jí nejvíce vyhovují středně těžké půdy. Dobře roste i v půdách kamenitých a propustných. Na půdách s vyšším obsahem dusíku však roste velmi bujně a zmrzá. Nevhodné jsou vlhké, nížinné, silně vápenité půdy, hrozny totiž snadno hnijí. Je vhodná pro pěstování v severnějších vinařských oblastech. Velmi dobře využívá méně úrodné, písčité půdy a terasy. Dobře snáší sucho.

## Víno
Technologii výroby vína je třeba zaměřit na zvýraznění aromatického projevu a zachování svěží kyseliny k chuťovému dojmu vína. Proto je vhodné důkladnější odkalení moštu, aplikace čisté kultury kvasinek a kvašení při nižších teplotách. To pomůže získat svěží a dobře pitelné víno. Vzhledem k nízkému obsahu kyselin zraje víno poměrně rychle, a proto se ho často využívá k urychlení zrání cuvée vín s odrůdami pozdními (Ryzlink vlašský). Protože vína postrádají osobitý výraz, jsou méně oblíbená. Výjimkou jsou u nás vína ze severněji položených vinic jižní Moravy, kterým na určité osobitosti nechybí.
Typická vína jsou zlatožlutá, neutrální vůně, při vyšší cukernatosti moštů se objevují mandlové až medové tóny. Chuť je plná, jemně ovocitá až kořenitá, širší a extraktivní, s jemnou kyselinkou ba se středním až vyšším obsahem alkoholu. Ve vůni a chuti můžeme hledat směs zahradního ovoce, mandle, med, chlebnatost. Vhodnost k archivaci je malá, vína se pijí většinou mladá, brzy ztrácí buketní látky a mají sklon k madeirizaci. Zrání vína pokračuje velmi rychle, a proto se musí brzy lahvovat.
Pro časné vyzrávání a nízký obsah kyselin je VČR oblíbenou odrůdou k výrobě burčáku. Je také jednou ze tří „bílých“ odrůd, určených k výrobě Svatomartinského.

### Stolování
Většinou se vína Veltlínského červeného raného doporučují k běžné denní stravě, například k masu s omáčkami, hutným polévkám a studeným mísám.